# Relaciones Chile-Noruega
Las relaciones Chile-Noruega son las relaciones bilaterales entre la República de Chile y el Reino de Noruega. Ambas naciones son miembros de la Organización de Naciones Unidas y la Organización para la Cooperación y el Desarrollo Económicos (OCDE).

## Historia
A principios de 1800, los migrantes noruegos comenzaron a llegar a Chile, sin embargo, no en grandes cantidades como lo hicieron otros migrantes europeos a Chile. Poco después de la Primera Guerra Mundial, Chile y Noruega establecieron relaciones diplomáticas. En 1958, Noruega abrió una embajada en Santiago.
El 11 de septiembre de 1973, el gobierno del Presidente Salvador Allende sufrió un golpe de Estado por parte del General Augusto Pinochet quien fue respaldado por el gobierno de los Estados Unidos. Se declaró que el presidente Allende se había suicidado durante el golpe y el General Pinochet asumió el gobierno y se convirtió en el dictador del país. Inmediatamente, el dictador Pinochet comenzó a arrestar, torturar y ejecutar a los seguidores del Presidente Allende. Durante este tiempo, miles de chilenos buscaron refugio en embajadas europeas y latinoamericanas en la capital chilena. En ese momento, el embajador noruego en Chile, Frode Nilsen, albergó a más de 100 chilenos en la embajada y muchos de ellos fueron luego reasentados en Noruega.
En mayo de 2007, la Presidenta chilena Michelle Bachelet realizó una visita a Noruega. En septiembre de 2008, el primer ministro noruego Jens Stoltenberg realizó una visita a Chile. En 2014, el Rey Harald V de Noruega y la Reina Sonia de Noruega realizaron un viaje personal a Chile para visitar la Isla de Pascua. En marzo de 2019, el Rey y la Reina regresaron a Chile en una visita oficial para celebrar los 100 años de relaciones diplomáticas entre ambas naciones.

## Visitas de alto nivel
Visitas de alto nivel de Chile a Noruega
- Presidenta Michelle Bachelet (2007)

Visitas de alto nivel de Noruega a Chile
- Primer ministro Jens Stoltenberg (2008)
- Príncipe Haakon de Noruega (2008)
- Rey Harald V de Noruega (2014, 2019)
- Reina Sonia de Noruega(2014, 2019)
- Ministra de Asuntos Exteriores Ine Marie Eriksen Søreide (2019)

## Inmigración
La comunidad chilena residente en Noruega es la mayor de latinoamericanos y una de las treinta mayores de inmigrantes al país escandinavo. En 2014, el gobierno noruego contabilizó a 7.904 nacidos en Chile (con y sin la doble nacionalidad noruega) y noruegos con al menos un progenitor de la nacionalidad chilena.

## Relaciones bilaterales
Ambas naciones han firmado algunos acuerdos, como un Acuerdo de Asistencia Financiera a los Programas del Fondo de Solidaridad e Inversión Social en Chile (1990); Acuerdo sobre la Promoción y Protección Recíproca de Inversiones (1993); Acuerdo de Seguridad Social (1997); Acuerdo para evitar la doble imposición y prevenir la evasión fiscal en relación con los impuestos sobre la renta y el patrimonio y su protocolo (2003); Acuerdo de libre comercio entre Chile y los Estados miembros de la Asociación Europea de Libre Comercio (que incluye a Noruega) (2003); Memorando de Entendimiento sobre Asuntos Educativos (2008) y un Memorando de Entendimiento sobre Consultas Políticas (2019).

## Relaciones económicas

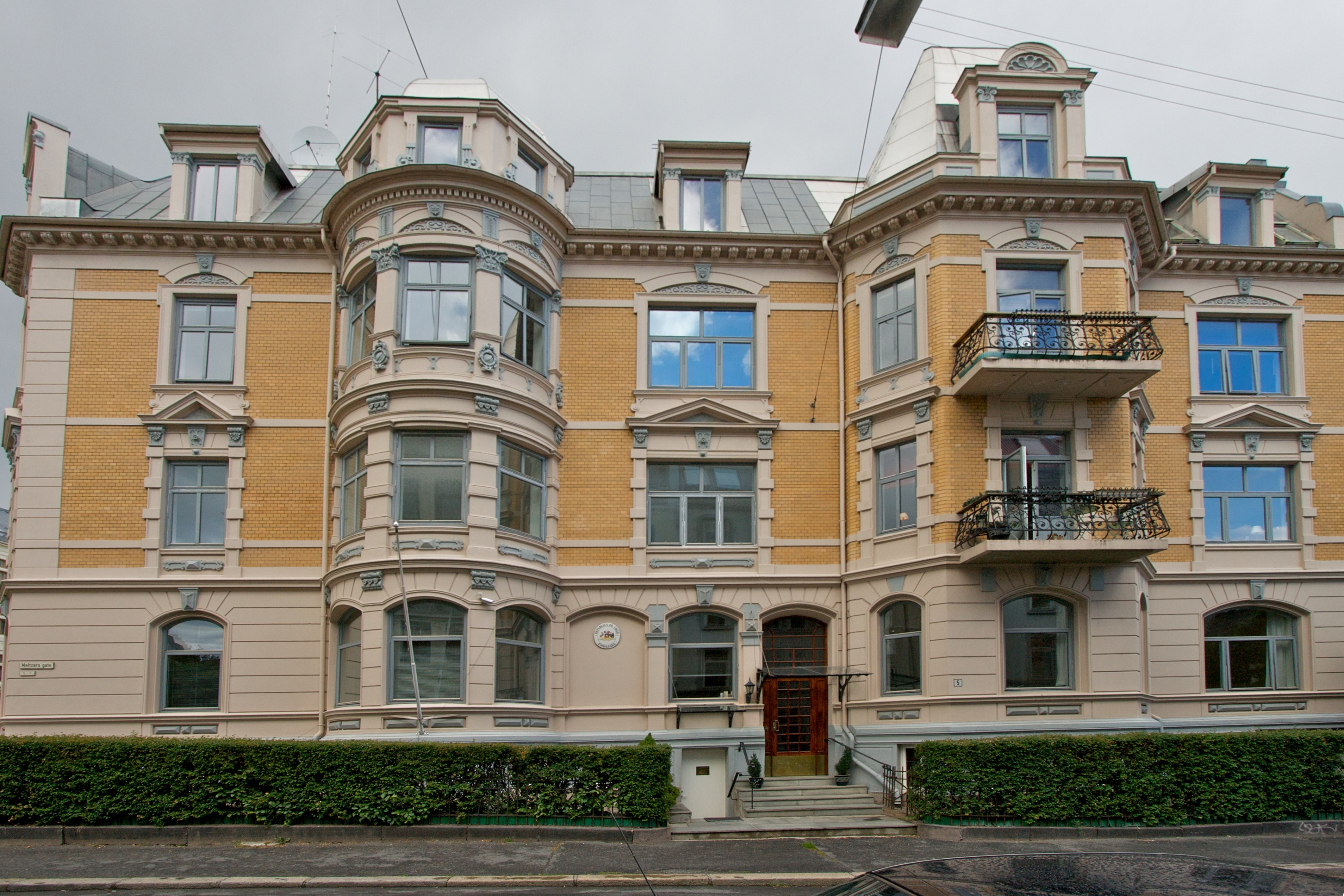
Embajada de Chile en Oslo

La relación comercial entre ambos países se enmarca dentro del Tratado de Libre Comercio entre Chile y Asociación Europea de Libre Comercio (EFTA, por sus siglas en inglés), firmado el 26 de junio de 2003 y vigente desde el 1° de diciembre de 2004 con el bloque integrado también por Liechtenstein, Islandia y Suiza. Con la entrada en vigor del TLC, Chile obtuvo arancel cero para el 92% de sus exportaciones a Noruega, mientras que concedió a ese país europeo el 73% de rebaja de aranceles inmediatos a sus exportaciones al mercado chileno.Un protocolo de enmienda al tratado entre Chile y la EFTA fue suscrito en junio de 2024.
En 2022, el intercambio comercial entre ambos países ascendió a los 290 millones de dólares estadounidenses, lo que supuso un 7,6% de crecimiento promedio anual en los últimos cinco años. Los principales productos exportados por Chile fueron yodo, algas y barcos, mientras que Noruega exportó mayoritariamente barcos, vacunas veterinarias y medicamentos.

## Misiones diplomáticas residentes
- Chile tiene una embajada en Oslo.[11]
- Noruega tiene una embajada en Santiago de Chile.[12]